# چاه رضا (خرم‌آباد)
چاه رضا روستایی از توابع بخش مرکزی شهرستان خرم‌آباد در استان لرستان ایران است.

## جمعیت
این روستا در دهستان کاکاشرف قرار دارد و براساس سرشماری مرکز آمار ایران در سال ۱۳۹۵، جمعیت آن ۴۵ نفر (۱۴خانوار) بوده‌است.